# Zeria obscura
Zeria obscura es una especie de arácnido  del orden Solifugae de la familia Solpugidae.

## Distribución geográfica
Se encuentra en África Central.